# Flower (Flower專輯)
《Flower》是日本女子組合Flower的首張錄音室專輯，2014年1月22日由Sony Music Associated Records Inc.發行，台灣則於2014年6月20日由索尼音樂娛樂發售。

## 概要
本作為Flower的首張專輯。初回仕樣限定盤以「CD+DVD」形式發行，通常盤則有「1CD」。專輯收錄出道單曲《Still》至第六張單曲《白雪公主》之間的11首歌曲，再加上新曲《let go again feat. VERBAL (m-flo)》及《To Be Free!!》，共收錄13首歌曲。本作於Oricon公信榜統計中，首週約賣出6.2萬張，最終週榜最高排名第三名，在榜時間共33週。

## 收錄曲目

### CD
1. 《Still》 (4:06)
2. 《forget-me-not ～勿忘我～》 (4:49)
3. 《let go again feat. VERBAL（日语：VERBAL） (m-flo)》 (6:00)
4. 《太陽和向日葵》 (4:26)
5. 《Fadeless Love》 (4:29)
6. 《YOUR GRAVITY》 (2:58)
7. 《Boyfriend (Moon Light Version)》 (4:37)
8. 《To Be Free!!》 (5:10)
9. 《戀人是聖誕老人》 (4:50)
10. 《白雪公主》 (4:29)
11. 《SAKURA後悔》 (5:07)
12. 《初戀》 (3:39)
13. 《CALL》 (5:31)

### DVD
1. 《Still》 MUSIC VIDEO
2. 《SAKURA後悔》 MUSIC VIDEO
3. 《forget-me-not ～勿忘我～》 MUSIC VIDEO
4. 《戀人是聖誕老人》 MUSIC VIDEO
5. 《太陽和向日葵》 MUSIC VIDEO
6. 《白雪公主》 MUSIC VIDEO
7. 《初戀》 MUSIC VIDEO
8. Flower Documentary
9. 武者修行Final Live 2013（2013.8.11 新木場・STUDIO COAST）
  1. 《DANCE TRACK》（Happiness/Flower）
  2. 《Boyfriend》（Happiness/Flower）
  3. 《Wish》〜《Kiss Me》〜《朋友》 （Happiness）
  4. 《We Can Fly》（Happiness）
  5. 《Still》〜《SAKURA後悔》〜《forget-me-not ～勿忘我～》 （Flower）
  6. MC（Flower）
  7. 《what i want...》（Flower）
  8. 《永遠》（Happiness）
  9. 《CALL》（Flower）
  10. 《Sunshine Dream 〜只得一次的夏天〜（日语：Sunshine Dream 〜一度きりの夏〜）》（Happiness）
  11. 《太陽和向日葵》（Flower）
  12. 《Love,Dream&Happiness》（Happiness/Flower）

## 外部連結
- 初回仕樣限定盤（页面存档备份，存于） （日語）
- 初回限定盤（页面存档备份，存于） （日語）
- Flower CD+DVD初回生產限定盤（页面存档备份，存于） - 台灣索尼音樂娛樂